# Prionopterina trifascialis
Prionopterina trifascialis là một loài bướm đêm trong họ Erebidae.